# Merguia
Merguia (лат.) — род мангровых креветок, единственный в составе семейства Merguiidae Christoffersen, 1990. Обитают в мангровых зарослях и способны ходить и прыгать по суше.

## Описание
Отличаются уникальным поведением взрослых особей, которые избегают погружения в морскую воду и живут во влажных местах обитания в мангровых зарослях; замечательная способность ходить по суше, подобная насекомым, присутствует у взрослой особи; третий-пятый перейоподы способны поддерживать тело у земли и позволяют животному взбираться на корни мангровых зарослей и другие вертикальные поверхности; внешний уропод у взрослой особи с хорошо развитой пластинчатой частью дистальнее поперечного шва, что, очевидно, связано с особой способностью к прыжкам в наземной среде; третий максиллипод без экзоподы у взрослой особи.
При опасности или когда их преследуют, эти креветки могут многократно подпрыгивать вверх или вперёд, на расстояние иногда в десять раз больше, чем длина их тела в 1—2 см.

## Классификация
Род Merguia был впервые выделен в 1914 году. Род Merguia — единственный род в монотипическом семействе Merguiidae, предложенном бразильским карцинологом Мартином Христофферсеном (Martin Lindsey Christoffersen) в 1990 году.
В род Merguia входят следующие виды:
- Merguia oligodon (De Man, 1888) (=Hippolyte oligodon De Man, 1888)[6][7]
- Merguia rhizophorae (Rathbun, 1900) (=Hippolysmata rhizophorae Rathbun, 1900)[8]